# 서충주 나들목
서충주 나들목(W.Chungju IC)은 충청북도 충주시 신니면 모남리에 설치된 평택제천고속도로의 11번 교차로이다. 신니면, 주덕읍 및 음성군 생극면 등지로 진출할 수 있다. 건설 당시 가칭은 신니 나들목이었다.

## 연혁
- 2007년 2월 6일 : 나들목 신설을 위해 충주시 도시계획구역 교통광장에 신니면 모남리 일원을 신니 나들목으로 고시[1]
- 2008년 9월 9일 : 나들목 국도 접속부 위치 변경을 위해 충주시 도시계획구역 교통광장 변경[2]
- 2013년 8월 12일 : 평택제천고속도로 대소 ~ 충주 구간 개통에 따라 영업 개시[3]

## 구조물 정보
- 위치: 충청북도 충주시 신니면 모남리
- 영업소: 충청북도 충주시 신니면 평택제천고속도로 78

## 접속하는 도로
- 신덕로 (구 국도 제3호선)
- 중원대로 (국도 제3호선, 국가지원지방도 제82호선)
- 지방도 제306호선 (용광로)

## 교통량 정보
| 요금소          | 통행량 (대/일) | 통행량 (대/일) | 통행량 (대/일) | 통행량 (대/일) | 통행량 (대/일) | 통행량 (대/일) | 통행량 (대/일) | 각주  |
| 요금소          | 2013년         | 2014년         | 2015년         | 2016년         | 2017년         | 2018년         | 2019년         | 각주  |
| --------------- | -------------- | -------------- | -------------- | -------------- | -------------- | -------------- | -------------- | ----- |
| 서충주 (폐쇄식) | 1,425          | 2,083          | 2,511          | 3,081          | 3,262          | 3,299          | 3,760          | [ 4 ] |

## 사진

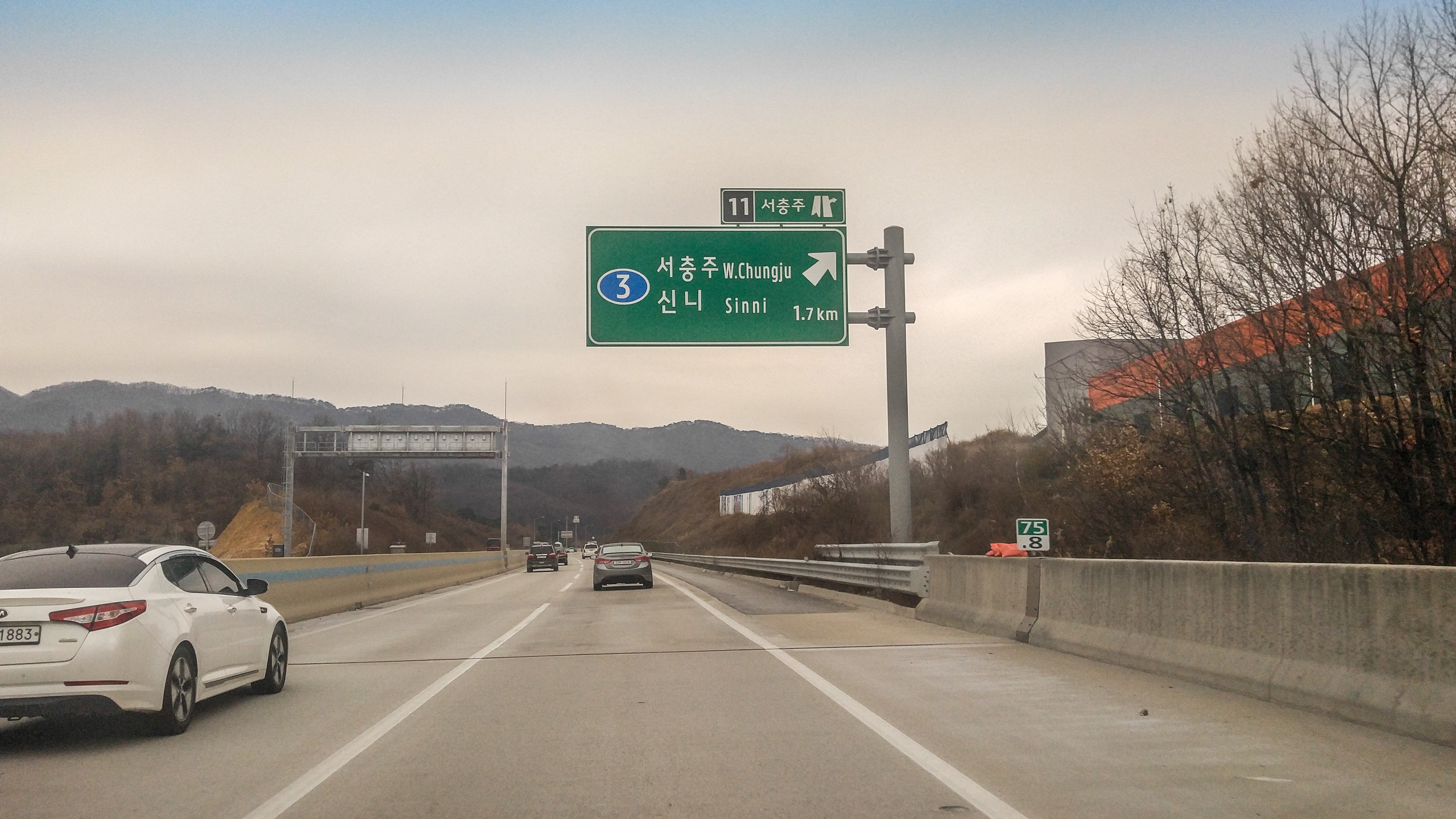
1.7km 표지판 (제천 방면)
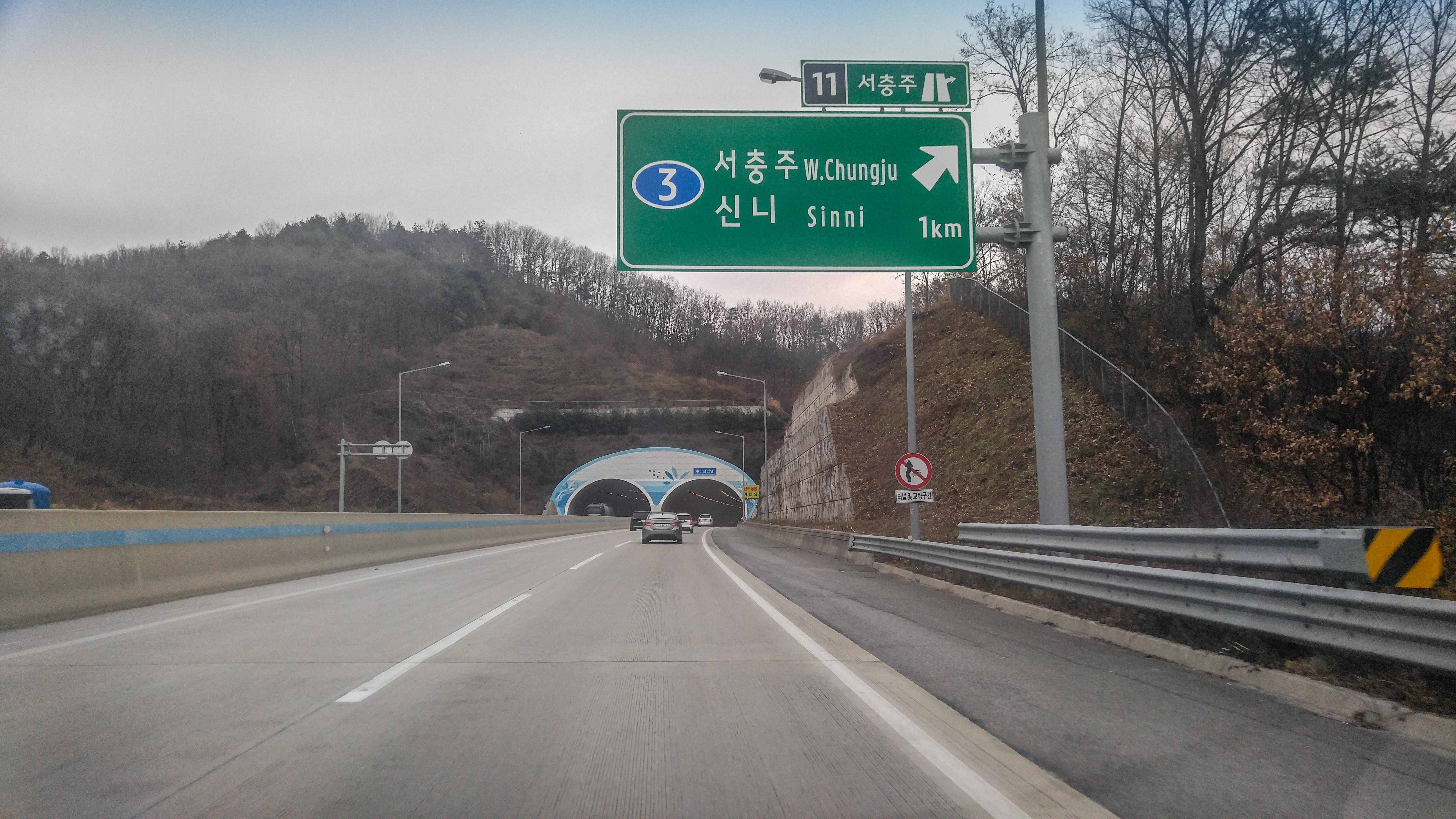
1km 표지판 (제천 방면)
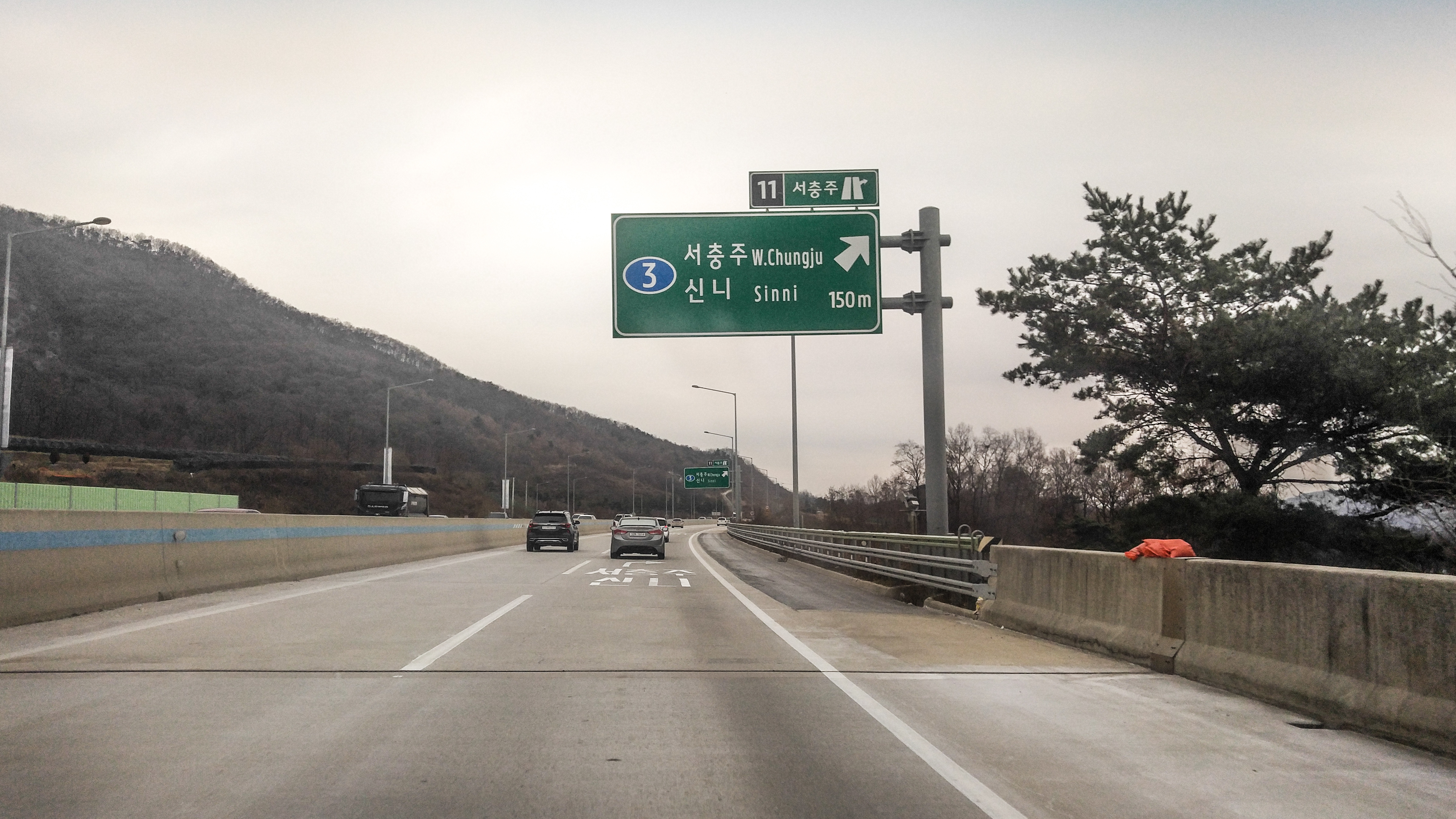
150m 표지판 (제천 방면)
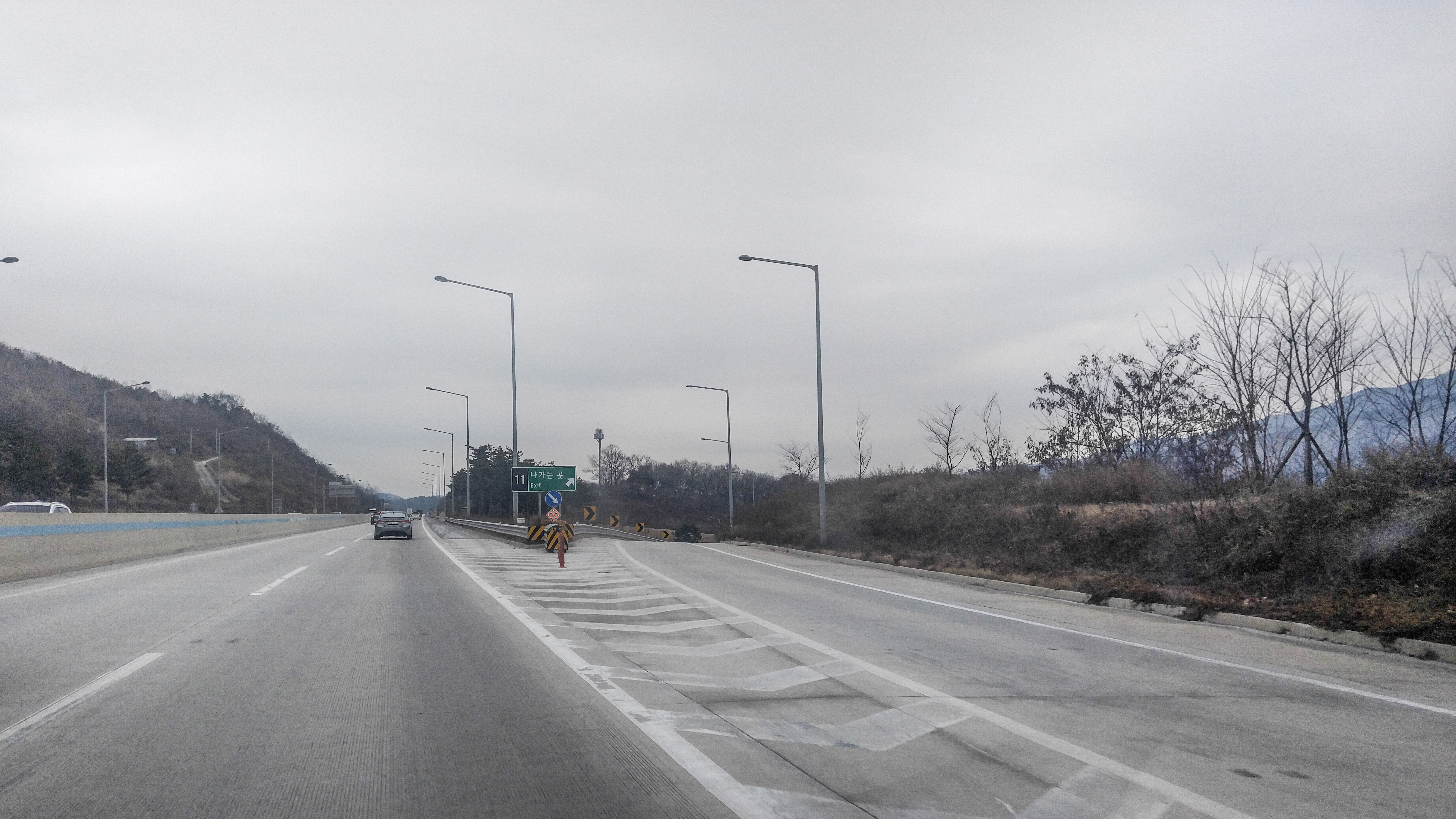
출구 (제천 방면)